# Nulde wet van de thermodynamica
De nulde wet van de thermodynamica, ook wel nulde hoofdwet genoemd, is een basisprincipe uit de thermodynamica, dat stelt dat als {\displaystyle A} in thermisch evenwicht is met {\displaystyle B} en {\displaystyle B} met {\displaystyle C}, dan {\displaystyle A} ook in thermisch evenwicht is met {\displaystyle C}. De wet stelt dus dat het thermisch evenwicht tussen verschillende thermodynamische systemen een equivalentierelatie vormt, een transitieve relatie. Op basis hiervan is het zinvol om van het begrip temperatuur te spreken.
Het belang van dit principe werd in de jaren 1930 door de Britse natuurkundige en astronoom Ralph Fowler ingezien nadat de eerste, tweede en derde wet van de thermodynamica al waren opgesteld, waarna zijn wet de nulde plaats kreeg toebedeeld. Een andere formulering is te stellen dat de temperatuur een toestandsfunctie is.